# Alexandru Băluță
Alexandru Mihail Băluţă (Craiova, Rumania, 13 de septiembre de 1993) es un futbolista profesional rumano que juega para el FCSB como delantero. Es miembro de la selección nacional de Rumania.

## Clubes
| Club                          | País            | Año       |
| ----------------------------- | --------------- | --------- |
| F. C. Chindia Târgoviște      | Rumania         | 2011-2013 |
| F. C. Viitorul Constanța      | Rumania         | 2013-2014 |
| C. S. Universitatea Craiova   | Rumania         | 2014-2018 |
| S. K. Slavia Praga            | República Checa | 2018-2020 |
| F. C. Slovan Liberec (cedido) | República Checa | 2019-2020 |
| Puskás Akadémia F. C.         | Hungría         | 2020-2023 |
| FCSB                          | Rumania         | 2023-     |

## Palmarés

### Títulos nacionales
| Título                               | Club                        | País            | Año  |
| ------------------------------------ | --------------------------- | --------------- | ---- |
| Copa de Rumania                      | C. S. Universitatea Craiova | Rumania         | 2018 |
| Liga de Fútbol de la República Checa | S. K. Slavia Praga          | República Checa | 2019 |
| Copa de la República Checa           | S. K. Slavia Praga          | República Checa | 2019 |
| Liga I                               | FCSB                        | Rumania         | 2024 |
| Supercopa de Rumania                 | FCSB                        | Rumania         | 2024 |
| Liga I                               | FCSB                        | Rumania         | 2025 |